# Trading Places (singolo)
Trading Places è una canzone del cantante statunitense R&B Usher.

## Il brano
Trading Places è stata scritta da Usher Raymond, Carlos McKinney, e Terius Nash e prodotta da L.O.S. Da Maestro, ed è stata estratta come terso singolo dall'album Here I Stand. In una intervista concessa a MTV, Usher ha rivelato che il brano, ispirato dal lavoro di Prince, parla dell'inversione dei ruoli di uomo e donna, e di come quest'ultima prenda l'iniziativa sessuale.

## Il video
Il video musicale prodotto per Trading Places è stato diretto da Chris Robinson e girato a Venice (Los Angeles). Il video alterna sequenze di Usher che interpreta il brano seduto davanti ad un pianoforte invisibile, ad altre sequenze del cantante ed una donna all'interno di una grande casa in atteggiamenti affettuosi.

## Classifiche
| Classifica (2008)         | Posizione più alta |
| ------------------------- | ------------------ |
| Stati Uniti               | 45                 |
| Stati Uniti (R&B/hip hop) | 4                  |
| Stati Uniti (rhythmic)    | 35                 |